# مهدی‌آباد (نهبندان)
مهدی آباد روستایی در دهستان نه بخش مرکزی شهرستان نهبندان استان خراسان جنوبی ایران است. بر پایه سرشماری عمومی نفوس و مسکن در سال ۱۳۹۰ جمعیت این روستا ۱۸۲ نفر (در ۵۱ خانوار) بوده است.